# Seilh
Seilh è un comune francese di 3 188 abitanti situato nel dipartimento dell'Alta Garonna nella regione dell'Occitania.

## Storia
A sud-est della città, su una terrazza che domina la Garonna, il sito del castello di Percin attesta una presenza umana sin dal Neolitico.
Il centro del paese si è spostato: nel passato si trovava accanto al cimitero. Della chiesa parrocchiale, dedicata a San Pietro in Vincoli, che si trovava accanto alla scogliera sull'Aussonnelle, non resta niente, tranne un busto di san Pietro sistemato nel coro della chiesa attuale, dedicata a santa Blandina, che risale al 1881.
Fino al 1990, la popolazione di Seilh aumentava lentamente. L'urbanizzazione del paese iniziò con l'installazione del golf di Toulouse-Seilh, nel quartiere detto Tricheries.

## Società

### Evoluzione demografica
Abitanti censiti

## Monumenti

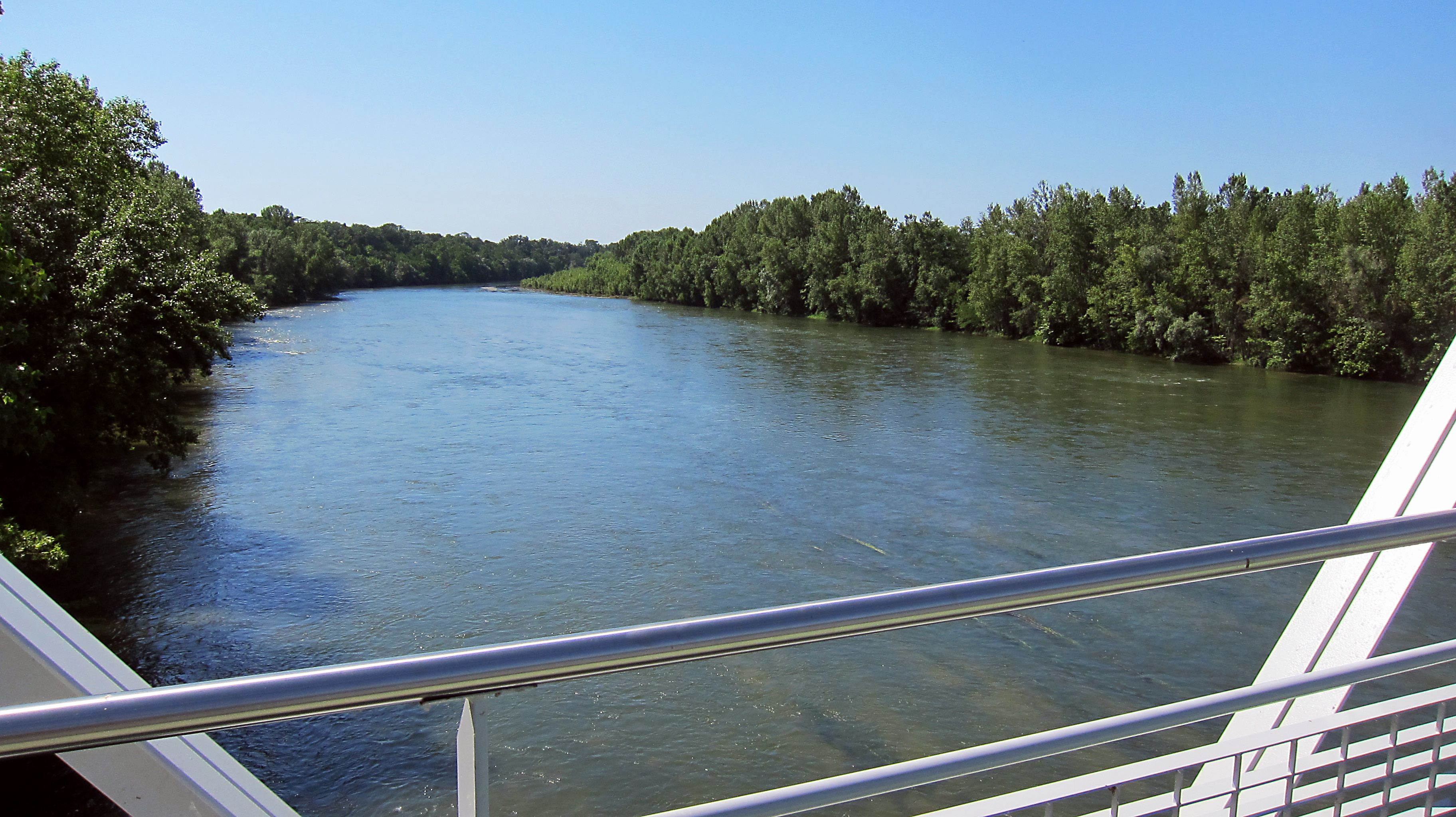
La Garonna
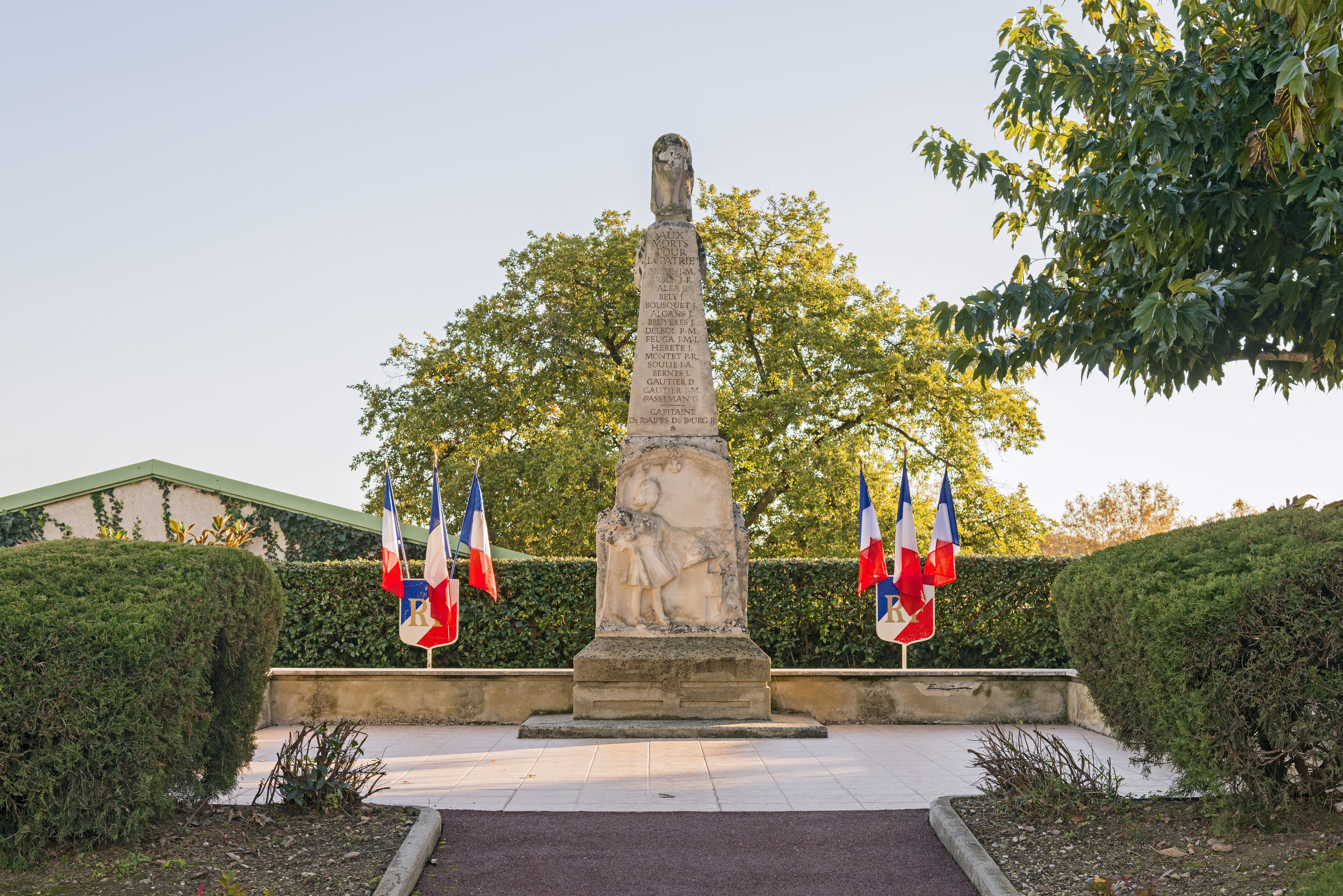
Memoriale di guerra
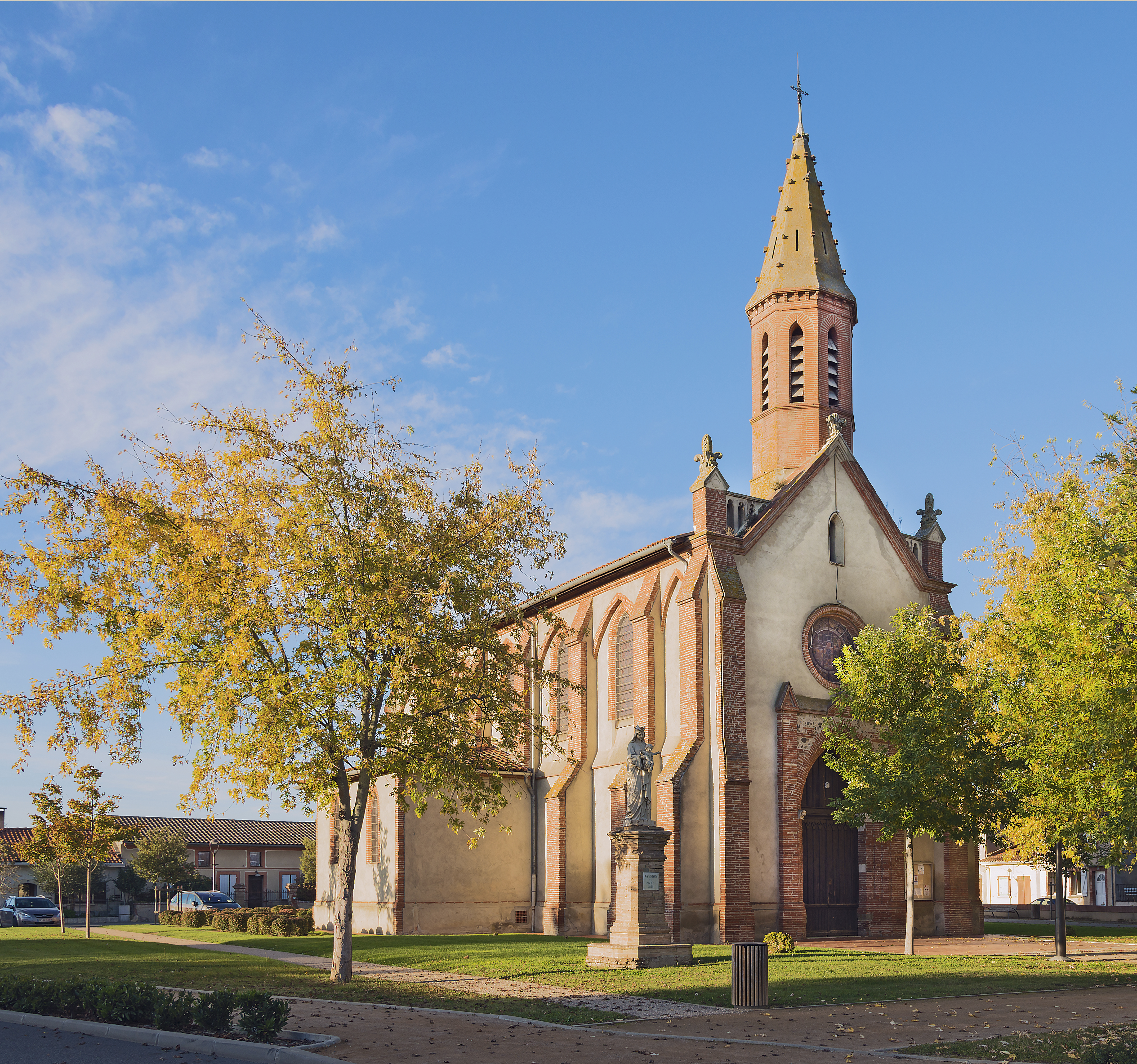
Chiesa